# Dario Šits
Dario Šits (Kuldīga, 4 februari 2004) is een Lets voetballer die doorgaans speelt als aanvaller. Hij staat onder contract bij Parma, dat hem voor het seizoen 2024/25 verhuurt aan Helmond Sport.

## Clubcarrière
Šits doorliep de jeugdopleiding van Skonto FC en FK Metta, voor hij werd gescout door Parma. In oktober 2020 verkaste hij naar Italië, waar hij in eerste instantie aansloot bij de jeugdelftallen van Parma. Hij debuteerde voor het eerste elftal in de Serie B op 2 maart 2022 tegen AC Monza (1-1). Šits speelde in twee seizoenen zes wedstrijden voor Parma.
Voor het seizoen 2023/24 werd Šits verhuurd aan SPAL, dat uitkwam in de Serie C. Hij debuteerde voor de club uit Ferrara op 2 september 2023, tegen Vis Pesaro (1-0). Hij begon in de basis, maar viel na 50 minuten geblesseerd uit. Het bleek een zware blessure, en Šits zou de rest van het seizoen niet meer in actie komen.
Medio 2024 verhuurde Parma Šits aan Helmond Sport, in de Keuken Kampioen Divisie. Hij debuteerde in de eerste speelronde tegen Jong FC Utrecht (1-1). Een week later scoorde hij zijn eerste doelpunt in het profvoetbal, tegen SC Cambuur (1-0). Hij maakte het enige doelpunt van de wedstrijd op aangeven van Anthony van den Hurk. In november 2024 raakte Šits weer geblesseerd, tijdens een interland, waardoor hij drie maanden niet inzetbaar was.

## Interlandcarrière
Šits debuteerde voor het Lets voetbalelftal op 10 oktober 2024, tegen Noord-Macedonië in de UEFA Nations League (0-3). Hij mocht na 17 minuten invallen voor de geblesseerde Vladislavs Gutkovskis. Drie dagen later, tegen Faeröer, maakte hij zijn eerste doelpunt (1-1). Hij kwam in de 66e minuut in het veld voor Jānis Ikaunieks en scoorde drie minuten later op aangeven van Andrejs Cigaņiks de gelijkmaker.

## Statistieken
| Seizoen | Club            | Competitie     | Competitie | Competitie | Beker | Beker | Overig | Overig | Totaal | Totaal |
| Seizoen | Club            | Competitie     | Wed.       | Dlp.       | Wed.  | Dlp.  | Dlp.   | Dlp.   | Wed.   | Dlp.   |
| ------- | --------------- | -------------- | ---------- | ---------- | ----- | ----- | ------ | ------ | ------ | ------ |
| 2021/22 | Parma Calcio    | Serie B        | 3          | 0          | 0     | 0     | 0      | 0      | 3      | 0      |
| 2022/23 | Parma Calcio    | Serie B        | 2          | 0          | 1     | 0     | 0      | 0      | 3      | 0      |
| 2023/24 | → SPAL          | Serie C        | 1          | 0          | 0     | 0     | 0      | 0      | 1      | 0      |
| 2024/25 | → Helmond Sport | Eerste divisie | 17         | 5          | 1     | 0     | 0      | 0      | 18     | 5      |
| Totaal  | Totaal          | Totaal         | 23         | 5          | 2     | 0     | 0      | 0      | 25     | 5      |

Bijgewerkt op 27 maart 2025.